# Donald Carcieri
Donald L. "Don" Carcieri (født 16. december 1942) er en amerikansk politiker for det republikanske parti. Han var guvernør i delstaten Rhode Island i perioden 2003 til 2011.